# David Dushman
David Alexandrovitch Dushman, né le 1er avril 1923 à Danzig (aujourd'hui Gdańsk en Pologne) et mort le 4 juin 2021 à Munich en Allemagne, est un soldat juif de l'Armée rouge et le dernier survivant des libérateurs du camp de concentration d'Auschwitz,.

## Biographie
David Dushman affirme qu'il est né le 1er avril 1923 à Danzig (aujourd'hui Gdańsk en Pologne) même si son certificat de naissance indique qu'il est né à Minsk, aujourd'hui en Biélorussie.
Son père, Alexander Dushman, médecin militaire soviétique et un héros de la révolution, tombe en disgrâce avec Joseph Staline et est exilé en 1938 dans un goulag en Sibérie, où il meurt en 1949.
Sa mère, Bonislava Dushman, est pédiatre. Elle désire que son fils devienne aussi médecin, pour suivre la tradition familiale.

### Seconde Guerre mondiale
David Dushman, en tant que soldat dans l'armée rouge, participe, sur le front de l'Est, à la Bataille de Stalingrad et à la Bataille de Koursk. Il est blessé à trois reprises. Il est l'un des 69 survivants de sa division qui comptait 12 000 membres au départ.

### Libération d'Auschwitz
Le 27 janvier 1945, David Dushman, alors âgé de 21 ans, dirige son char T-34 contre la haute clôture électrique en fil de fer barbelé entourant le camp de concentration d'Auschwitz. Il découvre l'univers concentrationnaire.

### Médecin et escrimeur
Après ses études de médecine et de sports, il se passionne pour l'escrime et devient le meilleur escrimeur de l’Union soviétique en 1951. Il entraîne ensuite l’équipe d’escrime féminine de 1952 à 1988. En septembre 1972, il est présent lors de la prise d'otage d'athlètes israéliens et leur assassinat par des membres de l’organisation palestinienne Septembre noir pendant les Jeux olympiques d'été à Munich.

### Mémoire de la Shoah
Il partage son histoire dans les écoles.